# Нидерштетен
Нидерштетен (њем. Niederstetten) град је у њемачкој савезној држави Баден-Виртемберг. Једно је од 18 општинских средишта округа Маин-Таубер-Крајс. Према процјени из 2010. у граду је живјело 5.262 становника. Посједује регионалну шифру (AGS) 8128082.

## Географски и демографски подаци
Нидерштетен се налази у савезној држави Баден-Виртемберг у округу Маин-Таубер-Крајс. Град се налази на надморској висини од 306 метара. Површина општине износи 104,1 km². У самом граду је, према процјени из 2010. године, живјело 5.262 становника. Просјечна густина становништва износи 51 становника/km².

## Међународна сарадња
| Мјесто | Држава    | Врста сарадње | Од    |
| ------ | --------- | ------------- | ----- |
|        | Француска | партнерство   | 1996. |
| Извор  |           |               |       |